# Bertrand Bonello
Bertrand Bonello (Nice, 11 september 1968) is een Frans filmregisseur, scenarioschrijver en componist.

## Biografie
Bertrand Bonello werd in 1968 geboren in Nice en studeerde klassieke muziek. Zijn werk wordt tot het New French Extremism gerekend. Hij brengt zijn leven door tussen Parijs en Montreal (Canada). Bonello maakte in 1996 zijn eerste korte film Qui je suis die hij schreef, regisseerde, de muziek componeerde en acteerde. Zijn speelfilm Le Pornographe werd in 2001 geselecteerd voor het filmfestival van Cannes in de sectie Semaine de la critique en won de FIPRESCI-prijs. Zijn film Tiresia werd geselecteerd in de competitie voor het filmfestival van Cannes 2003, evenals L'Apollonide : Souvenirs de la maison close voor de competitie in 2011 en Saint Laurent voor de competitie in 2014. Deze laatste film, over het leven van Yves Saint Laurent kreeg in 2015 tien Césarnominaties (onder andere voor beste regie en beste film) maar behaalde uiteindelijk enkel een César voor beste kostuums.

## Filmografie

### Kortfilms
- Qui je suis (1996)
- The Adventures of James and David (2002)
- Cindy: The Doll Is Mine (2005)
- My New Picture (2005)
- Where the Boys Are (2010)

### Langspeelfilms
- Quelque chose d'organique (regie, scenario, componist, 1998)
- Le Pornographe (regie, scenario, componist, 2001)
- Tiresia (regie, scenario, 2003)
- De la guerre (regie, scenario, componist, 2008)
- L'Apollonide : Souvenirs de la maison close (regie, scenario, componist, 2011)
- Saint Laurent (regie, scenario, acteur, componist, 2014)
- Le Dos rouge (acteur, componist, 2015)
- Nocturama (regie, scenario, 2016)
- Zombi Child (regie, scenario, 2019)
- La Bête (regie, scenario, 2023)

## Discografie
- Accidents (2014)[1]

## Prijzen en nominaties
De belangrijkste:
| jaar | prijs                   | categorie              | genomineerde(n)                            | uitslag     |
| ---- | ----------------------- | ---------------------- | ------------------------------------------ | ----------- |
| 2015 | César                   | Beste regisseur        | Saint Laurent                              | Genomineerd |
| 2015 | César                   | Beste film             | Saint Laurent                              | Genomineerd |
| 2012 | César                   | Beste originele muziek | L'Apollonide: Souvenirs de la maison close | Genomineerd |
| 2001 | Filmfestival van Cannes | FIPRESCI-prijs         | Le Pornographe                             | Gewonnen    |